# La única solución es la venganza (single)
«La única solución es la venganza» es un sencillo del grupo musical Aviador Dro editado solamente a nivel promocional en noviembre en el año 1986 por el sello "DRO" bajo la referencia DRO 1D-233. 
Fue el primer sencillo del álbum Ciudadanos del Imperio, grabándose en otoño de 1986 en los Estudios Liberty y siendo Fernando Arbex el encargado de la producción, dando relevancia al sonido de las guitarras sobre el de los teclados.

## Lista de canciones
| Título                           | Autor                                  | Duración |
| -------------------------------- | -------------------------------------- | -------- |
| La única solución es la venganza | Servando Carballar, Marta Cervera      | 3:57     |
| Nunca puedo decir no             | Servando Carballar, José Antonio Gómez | 2:50     |